# Fakulteta za turistične študije - Turistica
Fakulteta za turistične študije - Turistica (kratica Turistica, UP FTŠ) s sedežem v Portorožu je fakulteta, ki je članica Univerze na Primorskem. Ustanovljena je bila leta 2008 s preoblikovanjem Turistice – Visoke šole za turizem Portorož.
Trenutni dekan je Emil Juvan.

## Organizacija
Senat
- Emil Juvan
- Marko Kukanja
- Metod Šuligoj
- Simon Kerma
- Aleš Gačnik
- Maja Uran Maravić
- Ksenija Vodeb
- Tjaša Hajnžič, študentka
- Žan Seušek, študent

Komisije senata
- Komisija za izvolitve v nazive
- Komisija za znanstveno-raziskovalno delo
- Komisija za študijske zadeve 1. stopnje
- Komisija za študijske zadeve 2. in 3. stopnje
- Komisija za študentske zadeve
- Komisija za kakovost in evalvacije
- Komisija za priznavanje znanj in spretnosti
- Komisija za mednarodno sodelovanje
- Komisija za priznavanje tujega izobraževanja

Akademski zbor
- Igor Jurinčič, predsednik

Študentski svet Turistice
- Tjaša Hajnžič, predsednica ŠS UP FTŠ Turistice
- Žan Seušek, podpredsednik ŠS UP FTŠ Turistice
- Ana Bujošević, tajnik
- Blagica Atanasova
- Peter Kopić
- Jakob Mlakar
- Milena Ninković
- Teodora Ninković
- Ana Šenk
- Marcel Zidanšek

Na Fakulteti za turistične študije Turistici delujejo tri katedre: 
- Katedra za trajnostni razvoj destinacij
- Katedra za kulturni turizem
- Katedra za management v turizmu

## Študij

### Dodiplomski študij
Na UP FTŠ Turistici se izvajata dva univerzitetna študijska programa:
- Turizem
- Kulturni turizem

Izvajajo se tudi visokošolski strokovni programi:
- Management turističnih destinacij
- Management turističnih podjetij
- Tourism Enterprise Management (v angleškem jeziku)

### Podiplomski študij
Na UP FTŠ Turistici se izvajajo magistrski študijski programi 2. stopnje:
- Turizem
- Dediščinski turizem (*izvaja se skupaj z UP Fakulteto za humanistične študije).

Izvaja se tudi doktorski študijski program 3. stopnje:
- Inovativni turizem

## Visokošolska knjižnica Fakultete za turistične študije - Turistice v Portorožu

#### Zgodovina
Portoroška Fakulteta za turistične študije Turistica je prva visokošolska ustanova v Sloveniji, ki je nastala po visokih evropskih visokošolskih standardih. Ustanovilo jo je slovensko turistično gospodarstvo kot del evropskega projekta PHARE TEMPUS. Njena visokošolska knjižnica deluje od leta 1996. Turistica izobražuje na prvi stopnji kadre za delo v turističnih podjetjih, destinacijskih organizacijah in s turizmom povezanih dejavnostih, ter na drugi stopnji v trajnostni razvoj in mednarodno okolje usmerjene magistre turizma. V letu 2010 je fakulteta razvila tudi doktorski študij, ki bo usmerjen v inovativnost na področju turizma. Sodeluje kar s 54 partnerskimi institucijami v Evropi in v svetu.

#### Gradivo in ureditev knjižnice
Knjižnična zbirka vsebuje približno 14.000 enot gradiva, večinoma so monografije in 150 naslovov serijskih publikacij, od tega je 54 naslovov tujih. Knjižnica ima na voljo 31 čitalniških sedežev in 4 računalnike.  